# Total Chalaco Fútbol Club
Maillots
Le Total Chalaco Fútbol Club est un club péruvien de football disparu, ayant évolué successivement à Arequipa (2004-2008), Callao (2009) et Huacho (2010). 

## Histoire
Fondé le 21 décembre 2004 à Arequipa sous le nom de Total Clean FBC, le club représente la société de nettoyage éponyme Total Clean SRL. Il remporte la Copa Perú (D3 péruvienne) en 2006 ce qui lui permet d'accéder directement en 1re division l'année suivante. Néanmoins le club termine à la dernière place au classement général du championnat 2007 et descend en 2e division. 
Champion de D2 en 2008, le Total Clean décide de jouer le championnat 2009 à Callao et sous un nouveau nom : le Total Chalaco FC, en raison d'un changement d'actionnaire principal. Il se maintient tant bien que mal en D1 et décide de changer à nouveau de ville - cette fois-ci à Huacho, une commune située à 150 kilomètres au nord de la capitale Lima - lors du championnat 2010 mais ne peut éviter la relégation en D2 en fin de saison. Avec une dette bordant alors les 300 000 dollars US, le club décide de ne pas jouer l'édition 2011 de 2e division avant de disparaître définitivement.

## Résultats sportifs

### Palmarès
| Compétitions nationales                                                                  | Compétitions régionales                                   |
| - Championnat du Pérou D2 (1) : - Champion : 2008. - Copa Perú (1) : - Vainqueur : 2006. | - Ligue de la région d'Arequipa (1) : - Vainqueur : 2006. |

### Bilan et records
- Saisons au sein du championnat du Pérou : 3 (2007 / 2009-2010).
- Saisons au sein du championnat du Pérou D2 : 1 (2008).

## Structures du club

### Estadio Segundo Aranda Torres
Après avoir évolué à Arequipa et Callao, le Total Chalaco s'installe à Huacho et choisit de jouer ses matchs à domicile à l'Estadio Segundo Aranda Torres (en). D'une capacité de 8 000 places, cette enceinte porte le nom de Segundo Aranda, attaquant de l'équipe du Pérou lors du championnat sud-américain de 1927.

## Personnalités historiques du club

### Joueurs

#### Grands noms
Le Paraguayen Richard Estigarribia est sacré meilleur buteur de la saison 2009 sous les couleurs du Total Chalaco (23 buts).

### Entraîneurs

#### Entraîneurs marquants
Roberto Arrelucea remporte la Copa Perú en 2006 en s’imposant lors de la finale sur le Hijos de Acosvinchos (2-0, 0-1). Deux ans plus tard, Fredy García est sacré champion de 2e division.

#### Liste des entraîneurs
| - Luis Flores Villena (2005-2006) - Roberto Arrelucea (2006-2007) - Richard Lazo (intérim) (2007) - Alejandro Garay (2007) - Luis Flores Villena (2007) | - Édgar Ospina (es) (2007) - Helard Delgado (2007-2008) - Fredy García (2008) - Antonio Alzamendi (2009) - Roque Alfaro (2009) | - Wilmar Valencia (2010) - Eusebio Salazar (es) (2010) - Rafael Castillo Lazón (2010) |